# Miskolczy István (táblabíró)
Roglaticzai Miskolczy István (Nagyvárad, 1782. július 28. – Buda, 1838. szeptember 15.) császári és királyi kamarás, országgyűlési követ, táblabíró. 

## Életútja
Apja Miskolczy Farkas püspöki uradalmi igazgató Bács vármegyéből telepedett le Biharba, anyja Zerdahelyi Ágnes. Miskolczy István a nagyváradi jogakadémia hallgatója volt 1799-től 1801-ig, 1806-ban főszolgabíró, 1825-ban Bihar vármegye országgyűlési követe. 1828-tól császári és királyi kamarás, majd 1828. június 25-én a tisztavatás során kinevezte a főispán Békés vármegye táblabírájává, az esküt még azon a napon le is tette. Élete utolsó szakaszában nős emberként a budai várban lakott. Gyomorgörcsben hunyt el 57 éves korában. Felesége Büky Jozefa volt.
Beszédei az országgyűlési Naplókban vannak.
Arcképe: rézmetszet (Lütgendorf bárótól Pozsonyban Ponori Thewrewk József Magyar Pantheoná'ban 1827.)